# Quaderno proibito
Quaderno proibito è un romanzo della scrittrice italiana Alba de Céspedes, pubblicato per la prima volta in Italia in ventisei puntate dal 23 dicembre 1950 al 16 giugno 1951 su La Settimana Incom illustrata - rotocalco cui all'epoca de Céspedes collaborava - e nel dicembre del 1952 in volume unico da Mondadori. È da molti ritenuto il capolavoro di Alba de Céspedes.

## Trama
Una domenica mattina di novembre del 1950 Valeria Pisani, una donna intorno alla quarantina apparentemente appagata, moglie di Michele Cossati e madre dei giovani Riccardo e Mirella, da anni impiegata nello studio professionale di Guido, entra casualmente in una tabaccheria e d’impulso acquista un quaderno. Riesce a farlo grazie alla complicità preoccupata e riluttante del negoziante: al tempo, nei giorni festivi, ai tabaccai era consentito vendere esclusivamente articoli per fumatori. Ritornata a casa, Valeria omette di confessare alla famiglia quella che sembrerebbe un'insignificante trasgressione e, se in un primo tempo riporta sul quaderno solamente delle banali considerazioni sugli incolori avvenimenti della sua grigia vita quotidiana, poi, gradualmente ma inesorabilmente, le sue riflessioni si approfondiscono e Valeria comincia, con un misto di orrore e di ineluttabile attrazione, a prendere consapevolezza, lucidamente e spietatamente, della propria condizione esistenziale e dell’ipocrita, soffocante conformismo del mondo in cui vive. L'acquisto del quaderno segna uno netto spartiacque nella vita di Valeria; un evento trascurabile e fortuito determina un prima e un dopo.

## Temi, stile
L'opera è costruita in forma di diario ed è ancorata al tempo della scrittura: la protagonista scrive le sue annotazioni tra il 26 novembre 1950 e il 27 maggio 1951, periodo corrispondente alla prima pubblicazione del romanzo. 
De Céspedes utilizza qui un espediente narrativo cui ricorrerà poi anche in Prima e dopo: un avvenimento fortuito e insignificante fa sorgere in una donna apparentemente tranquilla e soddisfatta una profonda riflessione sul senso della propria vita; la narrazione della progressiva presa di coscienza della protagonista è un pretesto di cui l'autrice si serve non solo per descrivere la condizione femminile e il conformismo della società italiana del tempo, ma anche - se non soprattutto - per indagare la condizione umana in generale: il disagio esistenziale, l’inquietudine e la solitudine dell'individuo chiamato ad assumersi la responsabilità delle proprie scelte, della propria vita.
Anche in questa, come in altre sue opere, l'autrice lascia 
abbastanza chiaramente trasparire tratti autobiografici; in questo romanzo la protagonista vive difficoltà matrimoniali che Céspedes stessa stava affrontando nel rapporto con il suo secondo marito.
Come Valeria Cossati anche lei era solita usare quaderni neri come diari ("Qui a Parigi non si trovano quaderni neri", da un'annotazione sul suo diario personale del 21 settembre 1958).

## Opere derivate
Dal romanzo fu tratto l’omonimo sceneggiato televisivo per la regia di Marco Leto, con Lea Massari, trasmesso dalla Rai nel 1980.